# Pozo funerario
Se denominan pozos funerarios a las sepulturas abiertas en forma de pozos y que se atribuyen a los galorromanos. 
Se han descubierto algunos pozos muy curiosos en la Vendée y otros parecidos en diversos departamentos de Francia. En Italia central y septentrional se han descubierto así mismo algunos de estos pozos cuya antigüedad es anterior a la civilización etrusca. 
Los de la Vendée tienen doce y hasta quince metros de profundidad y en ellos se encontró una colección de vasijas conteniendo una de ellas cenizas y huesos calcinados. Estos pozos estaban tapados hasta el orificio con una serie de capas de piedras, pedazos de barro, huesos de animales, arcilla, etc. muy bien dispuestos. Las capas más profundas contenían utensilios caseros y de tocador, armas y medallas correspondientes a un periodo que abraza el siglo II a. C. y el reinado de Aureliano.